# صمد (شخصیت)

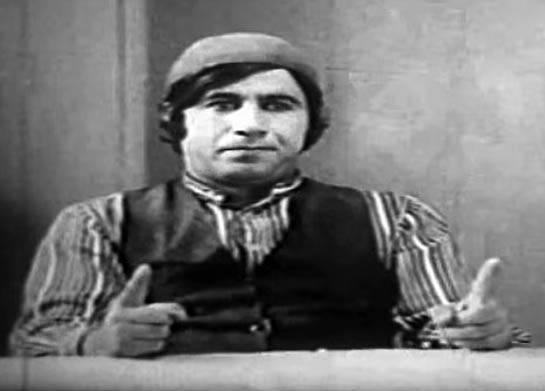

صَمَد (صمد آقا،فرزند ننه آقا،شهرت:آقا بابا، بچه ده بالا) شخصیتی سینمایی است توسط پرویز صیاد اجرا شده‌است. شکل‌گیری این شخصیت از اواخر سریال سرکار استوار که در نقش پسری روستایی همراه بزش حادثه آفرینی می‌کرده، آغاز شد و سپس با تکمیل این کاراکتر، خود سریال نیز تبدیل به سریال صمد و چندین فیلم سینمایی (کمدی) شد. نام خانوادگی صمد هرگز در فیلمهای قبل از انقلاب فاش نشد اما در نهایت در فیلم «صمد از جنگ برمی‌گردد» معلوم شد که نام خانوادگی او صمدآبادی است.
به گفته پرویز صیاد، این شخصیت در قسمت‌های اولیه سریال «سرکار استوار» نامی نداشت. در ابتدا قرار بود «نمکی» نام بگیرد ولی بالاخره نام «صمد» برای او برگزیده شد.

صمد و سامی، لیلا و لی‌لی

فیلم سینمایی صمد و قالیچه حضرت سلیمان نخستین آزمون صیاد در سینمای حرفه‌ای برای این شخصیت بود که با موفقیت بی‌مانندی روبرو شد و از آن پس فیلم‌های دیگری با اتکاء به این شخصیت شکل گرفتند که به جز یک فیلم - صمد و فولاد زره دیو - بقیه را صیاد نوشت، بازی و کارگردانی کرد.
پرویز صیاد پس از خروج از ایران کماکان شخصیت صمد را زنده نگه داشت و برنامه‌های تلویزیونی و نمایشی متعددی با محوریت او در لوس آنجلس تولید کرد. از موفق‌ترین نمایش‌های تولید شده در آمریکا میتوان از «صمد به جنگ می‌رود»، «صمد از جنگ بر‌میگردد» و «پرویز صیاد و صمدش» نام برد. پرویز صیاد همچنین در برنامه‌های متعددی در شبکه من‌ و تو از شخصیت صمد استفاده کرد.

## مکان فیلم‌برداری
سریال‌ها و فیلم‌های صمد در دهات نزدیک شمیرانات در حومه تهران ساخته شده‌اند. اماکن اصلی روستای سوهانک، روستای ازگل و قسمتهایی از لواسان بوده‌اند.
فیلم «صمد به مدرسه می‌رود» در دبستان فولادی روستای سوهانک فیلم‌برداری شد.

## فیلم‌ها[۳]
- صمد و قالیچه حضرت سلیمان (۱۳۵۰)
- صمد و سامی، لیلا و لی‌لی (۱۳۵۱)
- صمد و فولادزره دیو (۱۳۵۱)
- صمد به مدرسه می‌رود (۱۳۵۲)
- صمد آرتیست می‌شود (۱۳۵۳)
- صمد خوشبخت می‌شود (۱۳۵۴)
- صمد در راه اژدها (۱۳۵۶)
- صمد در به در می‌شود (۱۳۵۷)

در خارج از ایران
- صمد به جنگ می‌رود (۱۹۸۴)
- صمد از جنگ بر‌میگردد (۱۹۸۸)
- نمایش پرویز صیاد و صمدش (۱۹۹۹)

## سریال‌ها
- سرکار استوار (۱۳۴۶ – ۱۳۵۱)
- ماجراهای صمد (۱۳۵۰ - ۱۳۵۲)
- مأمور ما صمد در بالاتر از خطر (۱۳۵۴)
- کاف شو (۱۳۵۷)

## سایر شخصیت‌ها
برخی از مهم‌ترین شخصیت‌هایی که همراه صمد در فیلم‌هایش حضور دارند، عبارت اند از:
| نام شخصیت        | بازیگر                   | توضیحات |
| ---------------- | ------------------------ | --- |
| ننه‌اقا           | فرخ‌لقا هوشمند            | او مادر صمد آقا است و در کنار سختگیری‌هایش به پسرش عشق می‌ورزد. بعداز انقلاب زمانی که پرویز صیاد دوباره شروع به ساخت فیلمهای صمد در آمریکا کرد طبیعتاً دیگر نمی‌توانست از فرخ‌لقا هوشمند استفاده کند پس در فیلم صمد از جنگ بر می‌گردد گفته شد که ننه آقا توسط مش باقر صیغه شده و به مشهد رفته‌اند این در واقع بهانه ای بود برای توجیه غیبت ننه آقا. در فیلم از علی‌آباد تا صمد آقا هم به این موضوع اشاره شد هر چند که در برنامه حضوری افتخاری صمد در شبکه نیم صمد از غذایی که ننه آقا برای او بار گذاشته‌است حرف می‌زند |
| لیلا             | مینو شفیع / شهناز تهرانی | دختر کدخدا، معشوقه صمد. این نقش ابتدا به شهناز تهرانی تعلق داشت ولی پس از جدایی شهناز تهرانی از گروه پرویز صیاد این نقش در سال ۱۳۵۲ به مینو شفیع، دختر رضا شفیع که نقش کدخدا را در سریال ماجراهای صمد بازی می‌کرد محول شد. البته در دو فیلم صمد و فولادزره دیو و صمد و سامی لیلا و لیلی شهناز تهرانی دوباره در نقش لیلا ظاهر شد. آخرین حضور شخصیت لیلا در مجموعه فیلمهای صمد فیلم صمد خوشبخت می‌شود بود و بعد از آن دیگر در فیلمهای صمد حضور پیدا نکرد. توجیه غیبت او این بود که کدخدا از ترس صمد لیلا را به مکانی دیگر فرستاده و صمد او را گم می‌کند و در فیلمهای بعدی صمد بارها در آن یاد لیلا را می‌کند و به خاطر نیافتن او غمگین می‌شود. |
| عین‌الله باقرزاده | حسن رضیانی               | پسر مش باقر. او چند سال در شهر زندگی کرده و برای همین هویت روستایی خودش را از یاد برده و مانند شهری‌ها لباس می‌پوشد و به قول خودش در شهر کلی به او پیشنهادها شده. اون همچنین خاطرخواه لیلا است اما لیلا به او علاقه ای ندارد. |
| سرکار استوار     | عبدالعلی همایون          | رئیس ژاندارمری روستا |
| سرگروهبان        | حسین حسینی               | دستیار سرکار استوار |
| کدخدا نعمت‌الله   | رضا شفیع                 | کدخدای ده علی آباد و پدر لیلا |
| مش‌باقر           | حسین امیرفضلی            | از ثروتمندان روستا و پدر عین‌الله باقرزاده. با اینکه او رابطهٔ خوبی با کدخدا دارد ولی کدخدا و او حاضر هستند برای پول به هم نارو بزنند. |
| قوچعلی           | علی زاهدی                | دوست صمد |
| سیامک            | محمود بهرامی             | دوست صمد |
| ملا علی          | علی فخرالدین             | شخصیت ملا علی قبل از انقلاب در فیلم‌های صمد حضور نداشت چون اصلاً روحانیون افراد قدرتمند یا پر نفوذی در جامعه نبودند اما پس انقلاب که شخصیت‌های در رأس قدرت در ایران شدند پرویز صیاد او را در اولین فیلم صمد در آمریکا، یعنی صمد به جنگ می‌رود به لیست شخصیت‌ها اضافه کرد. او در طول فیلمهای صمد که در آمریکا ساخته شد سرنوشت‌های متفاوتی داشت. در فیلم صمد از جنگ بر می‌گردد توسط صمد نابینا شد و بعداً به خاطر جنایاتش خلع لباس شد ولی در «از علی‌آباد تا صمد آقا» یک مسئول پاسگاه بود و بینا بود. |
| گدا علی          | علی پورتاش               | گداعلی هم مانند ملاعلی تا قبل از انقلاب در فیلم‌ها و سریال‌های صمد وجود نداشت و بعداً اضافه شد. او مادرزادی یک پا ندارد و آرزویش داشتن یک ویچلر است. او در فیلمهایی همچون «صمد از جنگ بر می‌گردد» «صمد به جنگ می‌رود» «از علی آباد تا صمد آقا» و … نقش گدا علی را بر عهده داشته‌است. همچنین در تئاتر صمد و هادی خرسندی اشاره کوتاهی به او می‌شود. |
| آمهدی کله‌پز      | اکبر معززی               | او یک‌کله‌پزی دارد و قبل از انقلاب به بازیگری مشغول بوده و مدت کوتاهی با پاسدارها همکاری می‌کرده |
|                  |                          | |

## آلبوم موسیقی
آلبوم موسیقی‌ای بنام یک صمد و دو لیلا نیز توسط پرویز صیاد و لیلا فروهر اجرا شده‌است. آهنگسازی و اشعار این آلبوم از پرویز صیاد است.